# Zvonička v Benicích
Zvonička v Benicích v Praze stojí v centru obce na návsi v parku při ulici Květnového povstání. Od roku 2012 je chráněna jako nemovitá kulturní památka České republiky.

## Historie
Zvonička pochází z roku 1893.

## Popis
Kamenná pilířová zvonička je vytvořena z hnědočerveného hrubozrnného pískovce (slepence). Na dvoustupňovou základnu navazuje dvoustupňový sokl, na jehož horní čelní straně je reliéfně vystupující nápis „Léta Páně !/ 1893“. Nad soklem pokračuje vlastní hranolový dřík pilíře, který je ukončen vrcholovou odstupňovanou římsou s posazenou otevřenou kaplicí se čtyřmi otvory po stranách.
Ve spodní části zvoničky je na průčelní straně nika s reliéfem stojící postavy svatého Prokopa. Světec je zpodobněn jako opat s mitrou na hlavě, s berlou v levé ruce a s knihou v pravé ruce. Nad nikou je drobný reliéf kalicha.
Uvnitř kaplice je zvonek s pohybovým mechanismem. Kaplice je kryta sedlovou stříškou s římsou a s ozdobnými rostlinnými prvky v nárožích. Na vrcholu je kříž, který má ve spodní části dekorativní volutový štítek reliéfně zdobený stylizovanými květy, trojlístkem a hvězdami.